# Chiesa di San Pietro (Parma, capoluogo)
La chiesa di San Pietro è un luogo di culto cattolico dalle forme neoclassiche, situato in piazza Giuseppe Garibaldi 13 a Parma, in provincia e diocesi di Parma; è sede di una parrocchia compresa nella zona pastorale della città.

## Storia
La chiesa di San Pietro a Parma è ricordata per la prima volta in un documento del 26 aprile 955: sorgendo in prossimità della piazza principale della città (l'attuale piazza Garibaldi) è spesso menzionata come San Pietro in foro, o de platea, o de plaza.
Venne completamente riedificata in stile gotico tra il 1418 e il 1492 sotto la direzione di Cristoforo Zaneschi.
In origine la chiesa era officiata da due sacerdoti porzionari, ma nel 1516 la chiesa venne affidata al capitolo collegiale di San Gerolamo.
Nel 1707 i canonici fecero abbattere l'edificio per costruirne uno nuovo, progettato da Ennemond Alexandre Petitot e terminato nel 1762 e riconsacrato da Alessandro Pisani, vescovo di Piacenza.
Il capitolo che reggeva la chiesa venne sciolto da Napoleone Bonaparte con decreto del 30 dicembre 1811; venne ricostituito da papa Pio IX con breve del 1º settembre 1852 ma fu definitivamente soppresso dal governo sabaudo nel 1867.
Nel 1978 venne aperta una finestra sulla facciata, secondo il progetto originale di Petitot.

## Descrizione

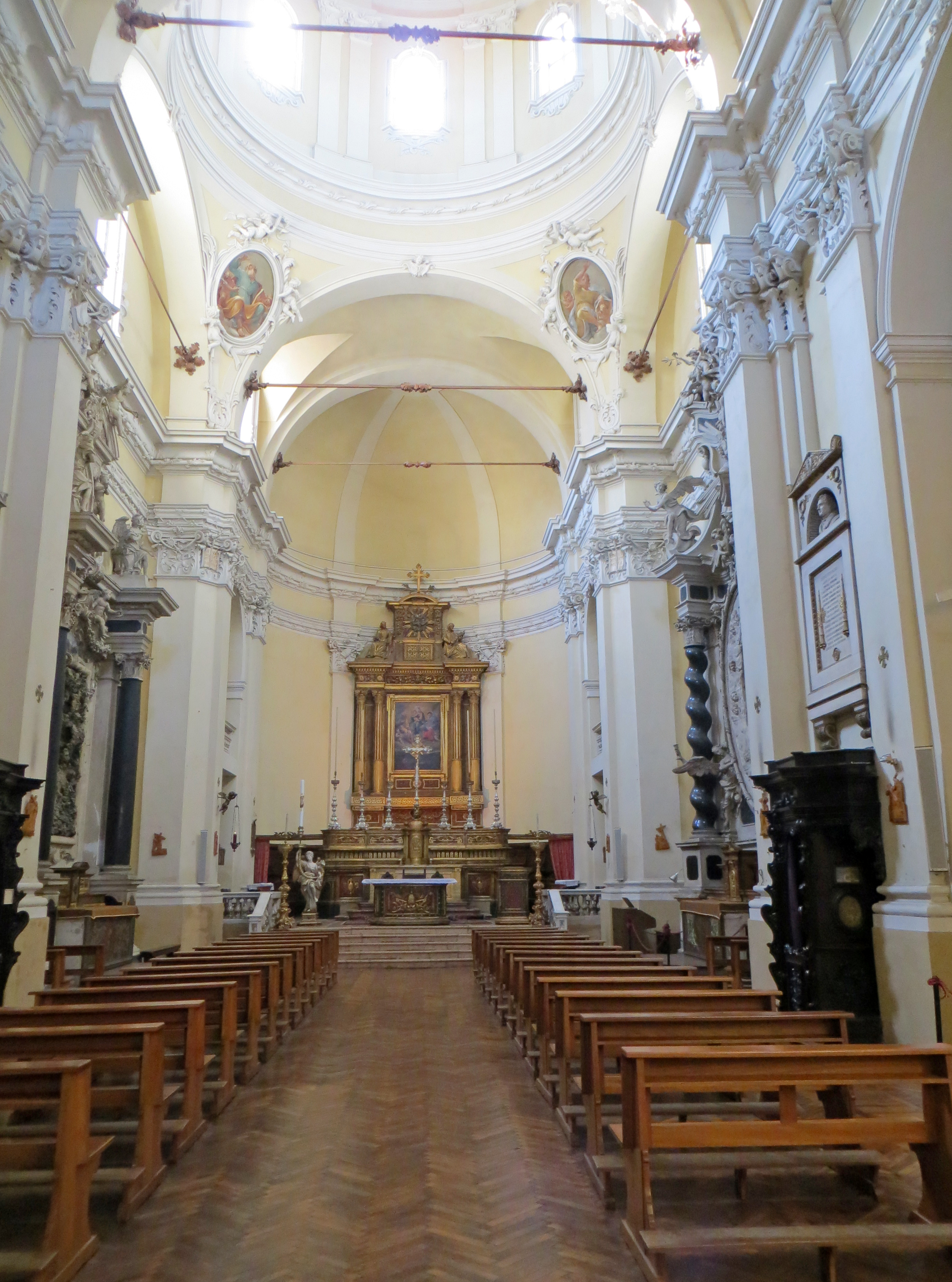
Interno

La chiesa è a navata unica; la facciata è decorata con un trofeo con la tiara e le chiavi pontificie e festoni, disegnato da Petitot e modellato in stucco da Benigno Bossi.
Sull'altare maggiore è presente un quadro attribuito ad Alessandro Mazzola con la Madonna, il Bambino e i santi Pietro e Paolo.
La chiesa conserva anche dipinti di Alessandro Bernabei, Giovanni Bolla e Clemente Ruta.